# Заречиця
Заречиця (словен. Zarečica) — поселення в общині Ілірська Бистриця, Регіон Нотрансько-крашка, Словенія. Висота над рівнем моря: 428,1 м.